# محمدآباد، ساعتلی
محمدآباد، ساعتلی (به ترکی آذربایجانی: Məmmədabad) یک منطقهٔ مسکونی در جمهوری آذربایجان است که در شهرستان ساعتلی واقع شده‌است. محمدآباد ۱٬۴۸۰ نفر جمعیت دارد.